# Macrocneme thyridia
Macrocneme thyridia là một loài bướm đêm thuộc phân họ Arctiinae, họ Erebidae.